# Eleccions per a Governador d'Alaska de 2010
Les eleccions per a Governador d'Alaska de 2010 van tenir lloc el 2 de novembre de 2010. L'exgovernadora Sarah Palin no va participar-hi, ja que va resignar el juliol de 2009. El governador titular Sean Parnell, qui com a tinent governador succeí Palin després de la seva resignació, anuncià que sí que volia ser candidat per a les eleccions de 2010.
Després de les eleccions primàries del dimarts 24 d'agost de 2010, es decidí que els candidats Demòcrates serien Ethan Berkowitz i Diane E. Benson mentre que els candidats Republicans serien Sean Parnell i Mead Treadwell.
En les eleccions generals Parnell i Treadwell derrotaren a Berkowitz i Benson per un marge ample. Parnell va rebre més del 59% dels vots, el qual significa el major percentatge per qualsevol elecció per a governador en la història d'Alaska.

## Primària Demòcrata

### Candidats
- Ethan Berkowitz, líder de la minoria a la Cambra de Representants d'Alaska
- Hollis S. French, senador al Senat d'Alaska

### Resultats
| Primària Demòcrata (24 d'agost de 2010) | Primària Demòcrata (24 d'agost de 2010) | Primària Demòcrata (24 d'agost de 2010) | Primària Demòcrata (24 d'agost de 2010) | Primària Demòcrata (24 d'agost de 2010) | Primària Demòcrata (24 d'agost de 2010) | Primària Demòcrata (24 d'agost de 2010) |
| Partit                                  | Partit                                  | Candidat                                | Vots                                    | Percentatge                             |                                         |                                         |
| --------------------------------------- | --------------------------------------- | --------------------------------------- | --------------------------------------- | --------------------------------------- | --------------------------------------- | --------------------------------------- |
|                                         | Demòcrata                               | Ethan Berkowitz                         | 22.607                                  | 55,64%                                  |                                         |                                         |
|                                         | Demòcrata                               | Hollis French                           | 18.018                                  | 44,36%                                  |                                         |                                         |
|                                         |                                         | Total                                   | Total                                   | 40.625                                  | 40.625                                  |                                         |

## Primària Republicana

### Candidats
- Sean Parnell, governador
- Gerard L. Heikes
- Merica Hlatcu
- Sam Little, músic country i camioner
- Ralph Samuels, líder de la majoria a la Cambra de Representants d'Alaska
- Bill Walker, advocat

### Enquestes
| Font                    | Data                    | Sean Parnell | Ralph Samuels | Bill Walker | Indecidits o altres | Ref.  |
| ----------------------- | ----------------------- | ------------ | ------------- | ----------- | ------------------- | ----- |
| Hellenthal & Associates | 22-25 de juliol de 2010 | 60%          | 13%           | 15%         | 12%                 | [ 6 ] |
| Basswood Research       | 27-28 de febrer de 2010 | 69%          | 9%            | 4%          | 21%                 | [ 7 ] |

### Resultats
| Primària Republicana (24 d'agost de 2010) | Primària Republicana (24 d'agost de 2010) | Primària Republicana (24 d'agost de 2010) | Primària Republicana (24 d'agost de 2010) | Primària Republicana (24 d'agost de 2010) | Primària Republicana (24 d'agost de 2010) | Primària Republicana (24 d'agost de 2010) |
| Partit                                    | Partit                                    | Candidat                                  | Vots                                      | Percentatge                               |                                           |                                           |
| ----------------------------------------- | ----------------------------------------- | ----------------------------------------- | ----------------------------------------- | ----------------------------------------- | ----------------------------------------- | ----------------------------------------- |
|                                           | Republicà                                 | Sean Parnell                              | 54.125                                    | 50,12%                                    |                                           |                                           |
|                                           | Republicà                                 | Bill Walker                               | 35.734                                    | 33,09%                                    |                                           |                                           |
|                                           | Republicà                                 | Ralph Samuels                             | 15.376                                    | 14,24%                                    |                                           |                                           |
|                                           | Republicà                                 | Sam Little                                | 1.661                                     | 1,54%                                     |                                           |                                           |
|                                           | Republicà                                 | Merica Hlatcu                             | 626                                       | 0,58%                                     |                                           |                                           |
|                                           | Republicà                                 | Gerard L. Heikes                          | 460                                       | 0,43%                                     |                                           |                                           |
|                                           |                                           | Total                                     | Total                                     | 107.982                                   | 107.982                                   |                                           |

## Eleccions generals

### Candidats
| Partit                 | Candidat        | Company electoral | Ref.  |
| ---------------------- | --------------- | ----------------- | ----- |
| Demòcrata              | Ethan Berkowitz | Diane Benson      | [ 8 ] |
| Independència d'Alaska | Don Wright      | Norm Olson        | [ 9 ] |
| Llibertari             | William Toien   | Jeffrey Brown     | [ 8 ] |
| Republicà              | Sean Parnell    | Mead Treadwell    | [ 8 ] |

### Prediccions
| Font                  | Rànquing             | Data                 | Ref.   |
| --------------------- | -------------------- | -------------------- | ------ |
| Cook Political Report | Republicà seguríssim | 29 d'octubre de 2010 | [ 10 ] |
| Rothenberg            | Republicà segur      | 28 d'octubre de 2010 | [ 11 ] |
| RealClearPolitics     | Republicà seguríssim | 29 d'octubre de 2010 | [ 12 ] |
| Sabato's Crystal Ball | Republicà segur      | 28 d'octubre de 2010 | [ 13 ] |
| CQ Politics           | Republicà seguríssim | 29 d'octubre de 2010 | [ 14 ] |

### Enquestes
| Font                  | Data                      | Sean Parnell (R) | Ethan Berkowitz (D) | Ref.   |
| --------------------- | ------------------------- | ---------------- | ------------------- | ------ |
| CNN/Time              | 15-19 d'octubre de 2010   | 62%              | 36%                 | [ 15 ] |
| Rasmussen Reports     | 13 d'octubre de 2010      | 52%              | 39%                 | [ 16 ] |
| CNN/Time              | 24-28 de setembre de 2010 | 57%              | 38%                 | [ 15 ] |
| Rasmussen Reports     | 19 de setembre de 2010    | 54%              | 34%                 | [ 17 ] |
| Rasmussen Reports     | 31 d'agost de 2010        | 53%              | 43%                 | [ 18 ] |
| Public Policy Polling | 27-28 d'agost de 2010     | 55%              | 37%                 | [ 19 ] |
| Basswood Research     | 28-29 d'agost de 2010     | 54%              | 40%                 | [ 20 ] |
| Rasmussen Reports     | 15 de juliol de 2010      | 53%              | 34%                 | [ 21 ] |
| Rasmussen Reports     | 6 de maig de 2010         | 58%              | 30%                 | [ 16 ] |

### Resultats
|  | Republicà              | Sean Parnell    | 151.318 | 59,06% |
|  | Demòcrata              | Ethan Berkowitz | 96.519  | 37,67% |
|  | Independència d'Alaska | Don Wright      | 4.775   | 1,86%  |
|  | Llibertari             | Billy Toien     | 2.682   | 1,05%  |
|  | Total                  | Total           | 256.192 | 100%   |